# Perlmutt

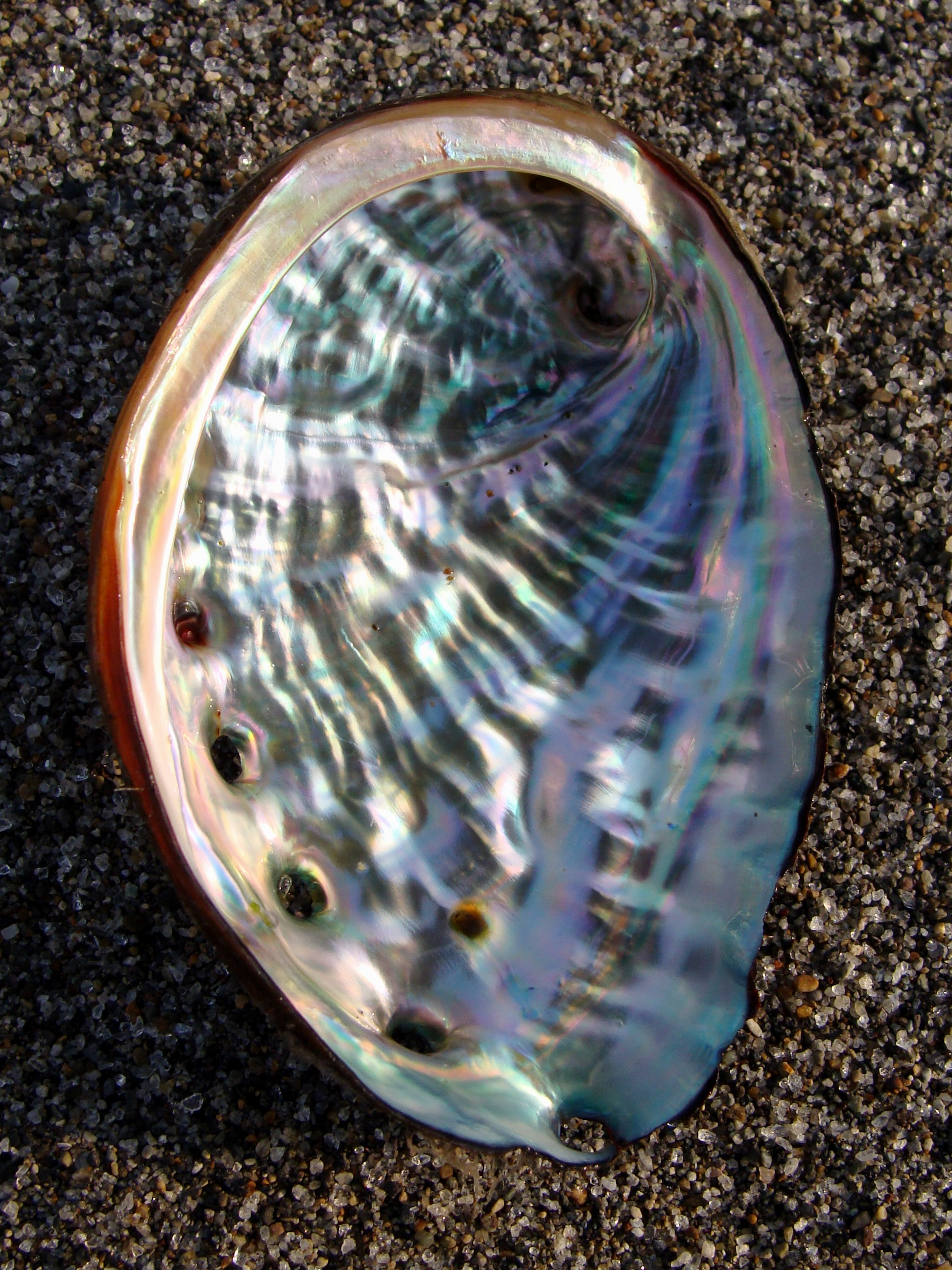
Blick auf die aus Perlmutt bestehende Innenfläche der Schale eines Seeohrs (Haliotis)

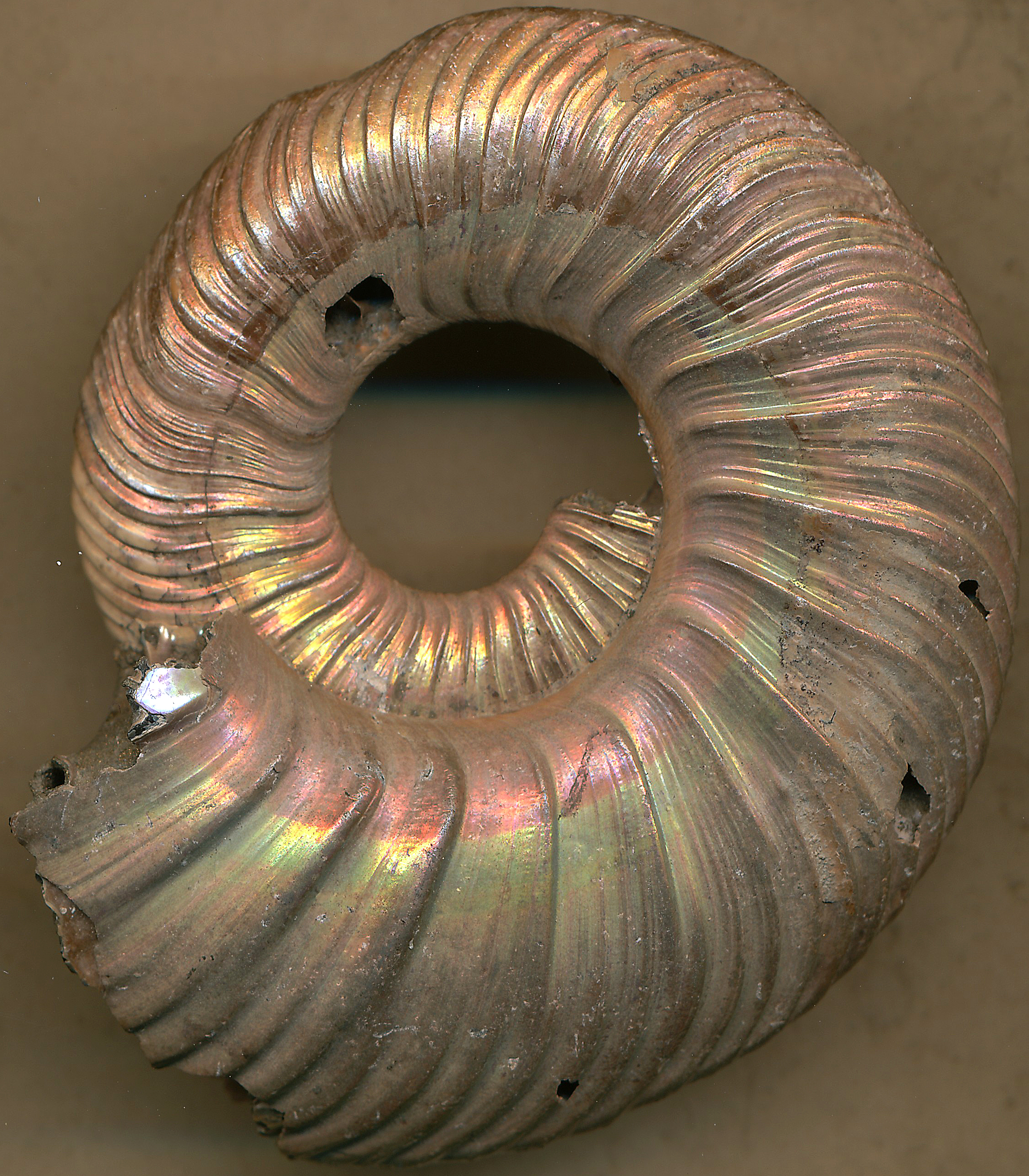
Ein Exemplar der Ammonitengattung Quenstedtoceras aus dem Jura von Saratow in Originalerhaltung zeigt die typische Opaleszenz von Perlmutt. Die Erhaltung aragonitischer Molluskengehäuse dieses Alters ist sehr selten. Fossil erhaltener Ammoniten-Perlmutt wird auch als Ammolit bezeichnet

Perlmutt, auch Perlmutter (von mittelhochdeutsch berlīnmuoter, Lehnübersetzung von lateinisch mater perlarum „Muschel, die eine Perle enthält“ bzw. wörtlich „Mutter der Perlen“, also Muschel, die eine Perle „geboren“ hat; vgl. englisch mother-of-pearl) ist die innere, perlenartige Schicht der Schale verschiedener Weichtiere, insbesondere der See- und Perlmuscheln. Es ist ein natürliches Verbundmaterial aus Calciumcarbonat und organischen Substanzen, das die innerste Schicht („Hypostracum“) oder den gesamten, vorwiegend mineralischen Teil der Schale bestimmter Mollusken bildet. Aufgrund seiner speziellen Oberflächenstruktur, die bei Lichteinfall einen matten, irisierenden Glanz erzeugt, findet es Verwendung bei der Herstellung von Kunstgegenständen wie z. B. Schmuck und Zierknöpfen.

## Vorkommen
Perlmutt wird von zahlreichen Mollusken für den Bau ihrer Schalen abgeschieden, insbesondere von den pteriiden Muscheln mit unter anderem den Perlmuscheln (Pinctada) sowie von den Kreiselschnecken (Trochidae), den Turban- oder Rundmundschnecken (Turbinidae), den Seeohren (Haliotis, auch „Abalonen“ genannt) und den Perlbooten (Nautilus, auch „Burgos“ genannt), die zu den Kopffüßern gehören. Die Farben des Perlmutts unterscheiden sich je nach Spezies und geographischer Herkunft.

## Aufbau

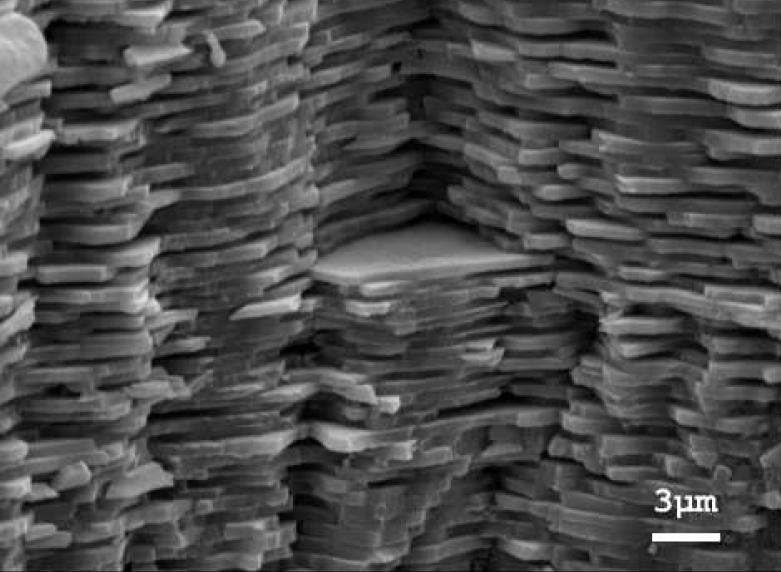
Blick auf die Bruchfläche eines Molluskenschalenfragmentes aus Perlmutt im Rasterelektronenmikroskop

### Allgemeines
Das Biomineralisat Perlmutt besteht zu mindestens 95 % (Massenanteil) aus der anorganischen chemischen Verbindung Calciumcarbonat (CaCO3) in der Modifikation Aragonit. Bis zu fünf Prozent bestehen aus organischer Substanz. Das Aragonit liegt in Form pseudo-hexagonaler Plättchen mit 5–15 µm Durchmesser und 0,5 µm Höhe vor. Diese Aragonitplättchen sind horizontal (in der Schalenebene) zu einzelnen Schichten zusammengefügt. Vertikal (quer zur Schalenebene) sind die Plättchen bei Muscheln eher ziegelsteinartig alternierend, bei Schnecken eher in Stapeln angeordnet. Zwischen den einzelnen Plättchen erstreckt sich sowohl in der Schalenebene als auch senkrecht dazu die sogenannte organische Matrix.

### Organische Matrix
Die organische Matrix ist für das Wachstum und die mechanischen Eigenschaften des Perlmutts verantwortlich. Der Aufbau und die Rolle der organischen Matrix während des Perlmuttwachstums wird intensiv erforscht. Üblicherweise wird sie in die wasserunlösliche und wasserlösliche Matrix unterteilt, je nachdem, wie sich die organischen Anteile nach dem Demineralisieren des Perlmutts verhalten.
Die wasserunlösliche Matrix ist das Material, welches sich vertikal (interlamellare Matrix) und lateral (intertabulare Matrix) zwischen den Plättchen befindet. Die interlamellare Matrix hat eine Dicke von ca. 30–50 nm und besitzt einen Kern aus Chitin. Dieses Chitin ist beidseitig mit verschiedenen Proteinen belegt, darunter Seiden-Fibroin. Die intertabulare Matrix ist dünner als die interlamellare, besteht aber ebenfalls aus Chitin und Proteinen.
Die wasserlösliche Matrix besteht aus einer Reihe (> 10) von Proteinen, welche teilweise einen starken Einfluss auf die Kristallisation von Calciumcarbonat haben.

## Optische Eigenschaften
Die Schichtstrukturen sind in der Größenordnung der Wellenlänge des sichtbaren Lichtes. Da an jeder Schicht ein Teil des einfallenden weißen Lichts transmittiert und ein Teil reflektiert wird, kommt es zur Interferenz: Einfallende und reflektierte Lichtstrahlen überlagern sich so, dass bestimmte Anteile des Spektrums des weißen Lichts gelöscht werden und, je nach Blickwinkel, unterschiedliche Farbtöne übrig bleiben (s. a. Bragg-Gleichung). Wird das Perlmutt im Licht bewegt, scheint es daher bunt zu schillern (irisieren).

## Mechanische Eigenschaften
Perlmutt ist ein Verbundmaterial, das man sich wie eine Ziegelsteinmauer vorstellen kann. Bedingt durch das organische Material („Mörtel“) zwischen den harten, aber brüchigen Aragonit-Plättchen („Ziegel“) können sich Risse nur unter hohem Energieaufwand ausbreiten.

## Verwendung

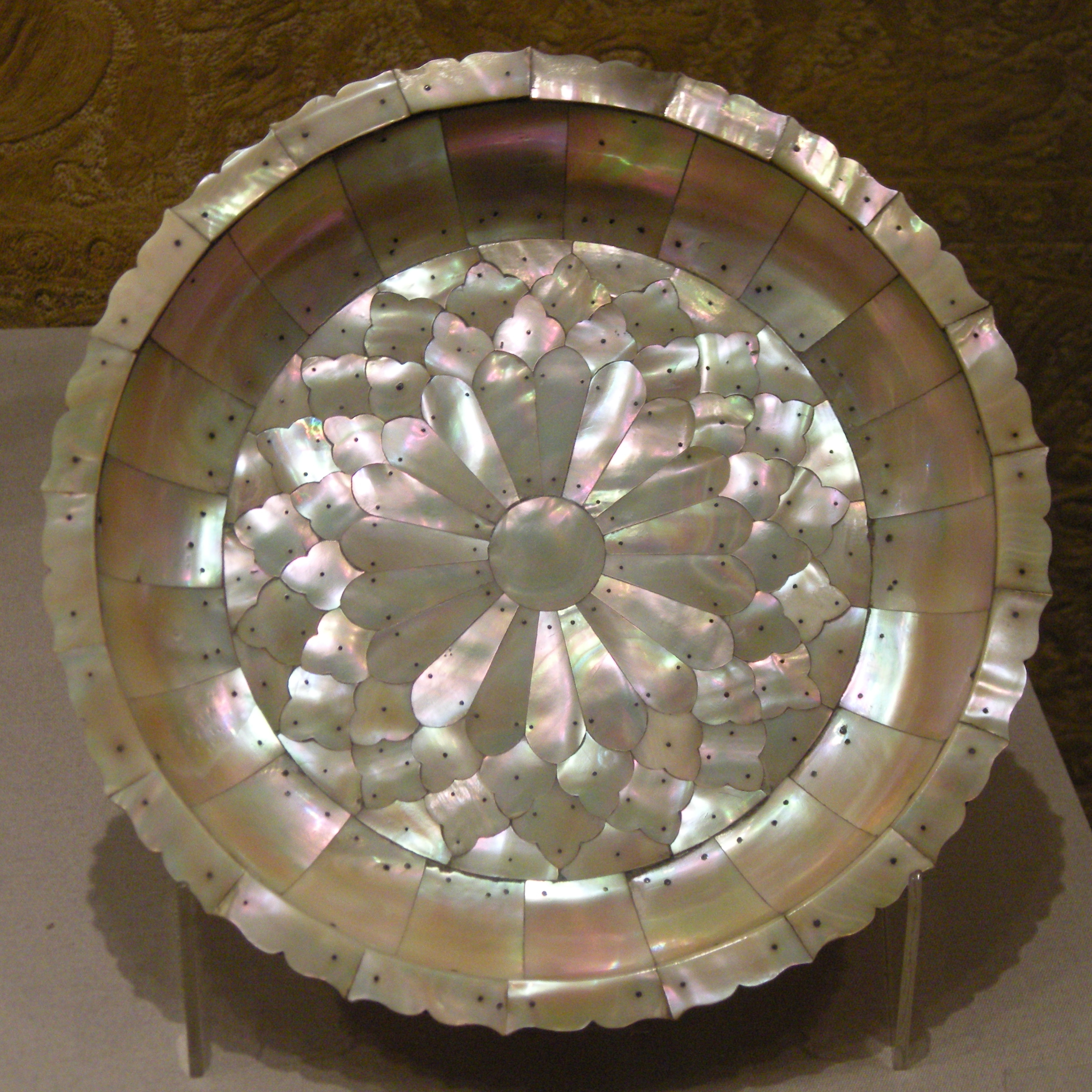
Perlmutt-Schale aus Gujarat, 16. oder frühes 17. Jahrhundert, Victoria & Albert Museum

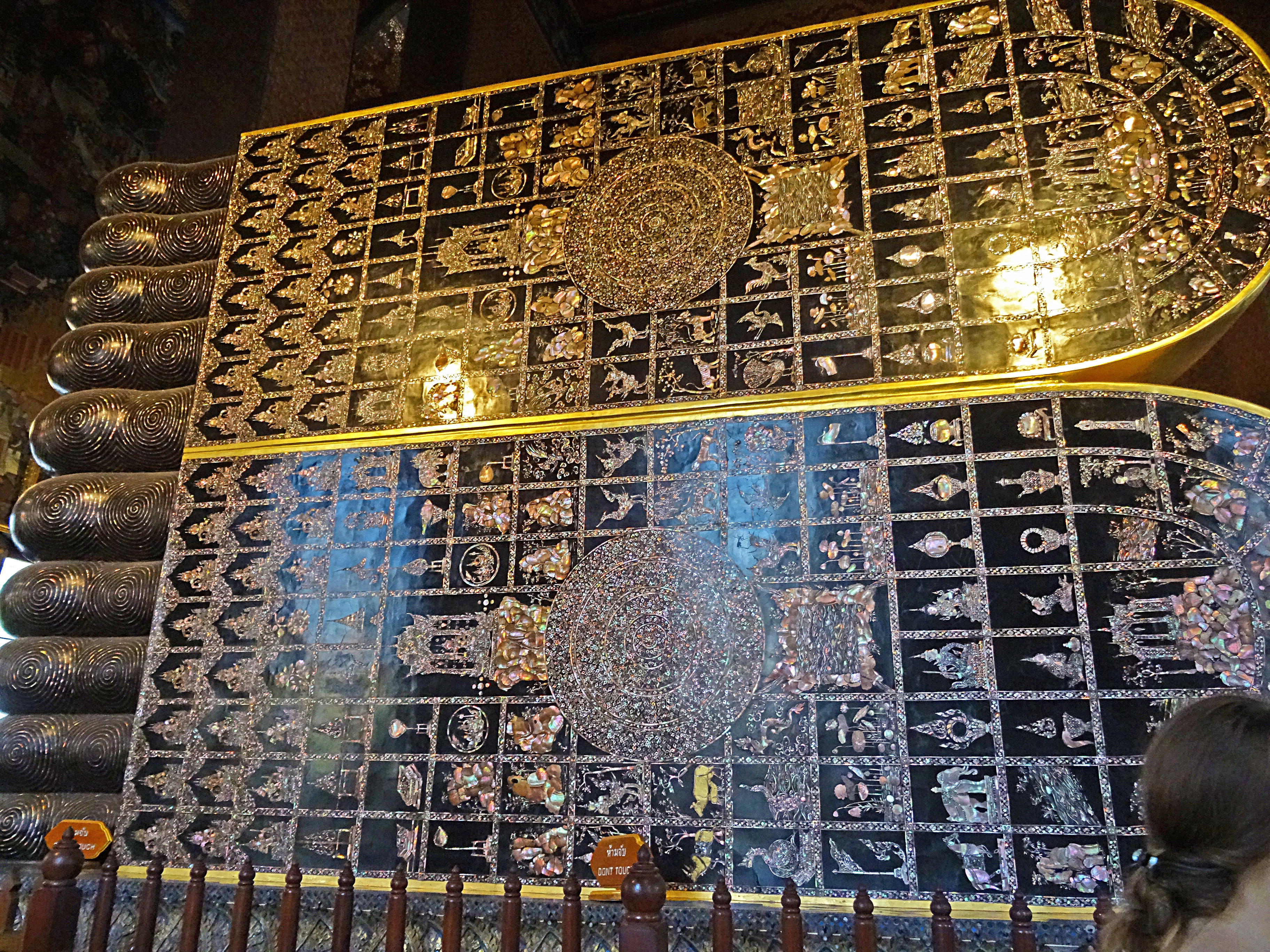
Buddhas Fußsohlen im Wat Pho

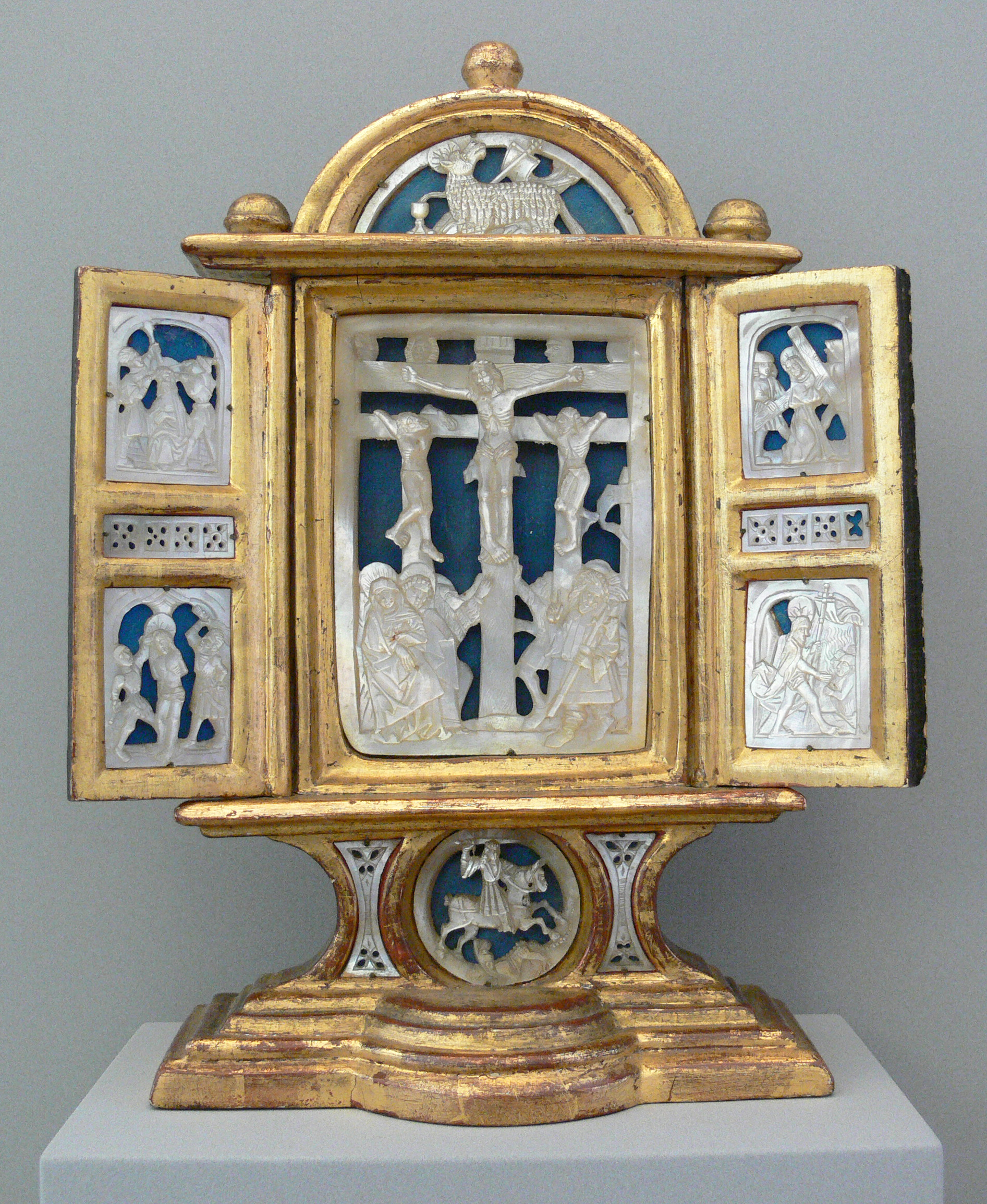
Flügelretabel mit Perlmutt-Reliefs, Augsburg um 1520

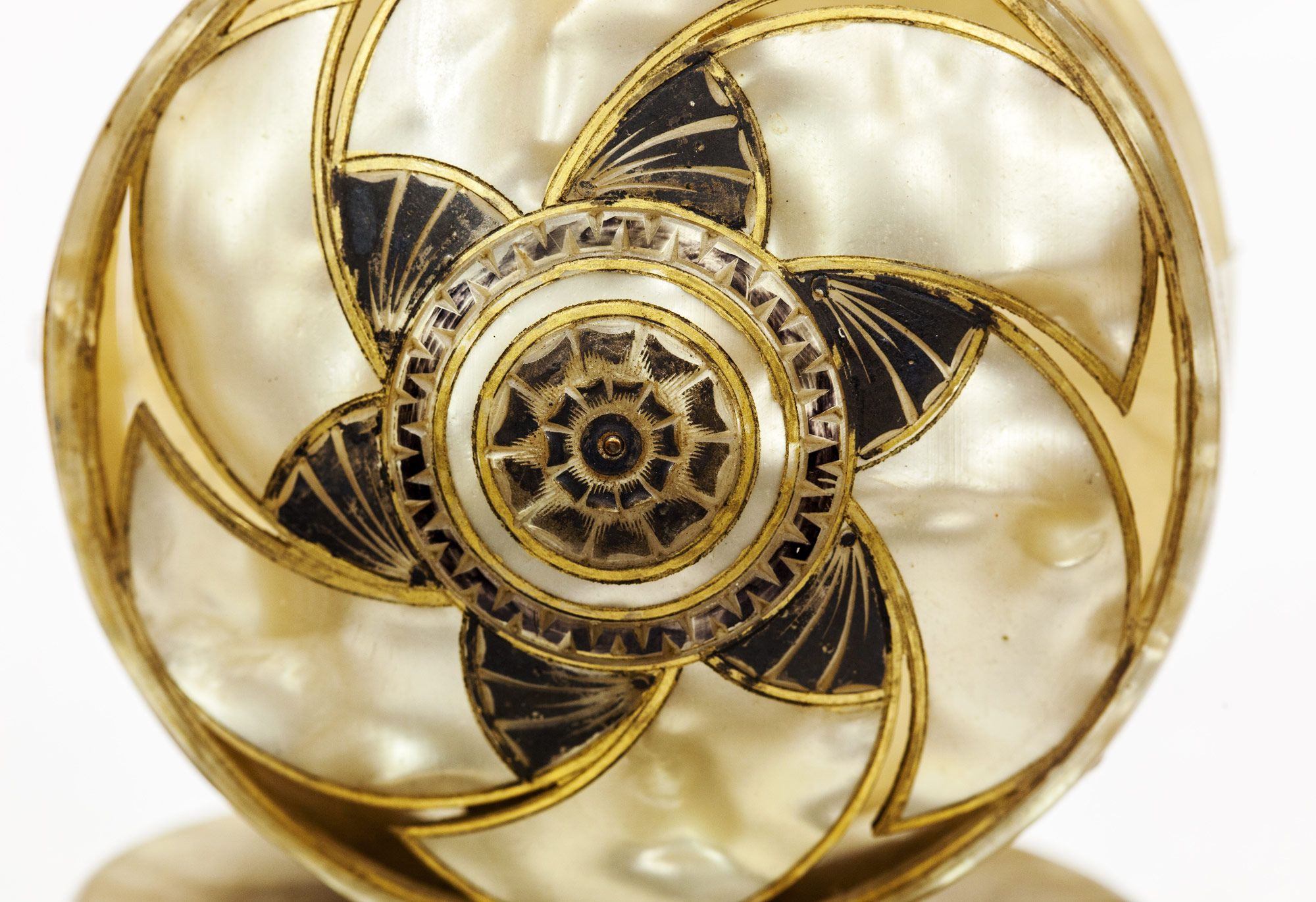
Lautsprecher mit Perlmuttverzierung (um 1920)

Die geschliffenen und polierten Schalen der Perlmuscheln waren ein gängiges Währungsmaterial (Muschelgeld) z. B. in der polynesischen Welt. Noch heute haben sie dort vereinzelt einen derartigen Stellenwert. Eine andere Währungsform waren die Perlmutt-Chips in vielen europäischen Casinos bis Ende des 19. Jahrhunderts.
Perlmutt wird wegen seiner irisierenden optischen Eigenschaften seit langer Zeit zur Herstellung von Schmuck verwendet.
Für hochwertige Hemden und Blusen werden häufig Knöpfe aus Perlmutt verwendet. In der nordthüringischen Stadt Bad Frankenhausen gab es im 19. Jahrhundert eine blühende Perlmuttknopfherstellung.
Zur Verzierung von Möbeln und Holzschachteln (Intarsien) wurden neben Furnieren aus Edelhölzern auch Plättchen aus Perlmutt angewandt.
Eine große Rolle spielt Perlmutt in der chinesischen Lackkunst.
Beim Bau von Musikinstrumenten findet Perlmutt heute noch (insbesondere in Form von Perlmuttaugen) Anwendung. Zum Beispiel wird es beim Bau von Gitarren und Bässen als der Orientierung dienende Griffbretteinlage – sogenannte „Inlays“ in Form von Blocks, Punkten oder bildlichen Darstellungen (etwa von Vögeln) – benutzt. Auch die Froschaugen und Schübe der Bögen von Streichinstrumenten bestehen oft aus Perlmutt. Ebenso wird bei hochwertigen Saxophonen sowie Blechblasinstrumenten weißer oder schwarzer Perlmutt für die Einlagen der Klappen bzw. Ventile verwendet.
Früher waren Fischköder aus Perlmutt in Gebrauch. Das prismatische Schimmern täuschte vielen Raubfischarten erfolgreich einen kleinen Leckerbissen vor. Zudem mochten Angler diese Perlmutt-Köder, da Perlmutt schwer genug ist, um es mit der Rute samt Angelleine weit (genug) hinaus in den See oder das Meer zu befördern.
Perlmutt ist als Material zur Herstellung von Löffeln von Vorteil, weil es in Berührung mit Eiern oder Kaviar geschmacksneutral ist.
Es wird untersucht, ob sich künstlich hergestelltes Perlmutt, Perloid (englisch Pearloid) als korrosionsbeständige Schutzschicht auf Schiffsrümpfen eignet.

## Einzelbelege
1. ↑  Kluge. Etymologisches Wörterbuch der deutschen Sprache. Bearbeitet von Elmar Seebold. 25., durchgesehene und erweiterte Auflage. De Gruyter, Berlin/Boston 2011, S. 694.
2. ↑  Jürgen Martin: Die ‚Ulmer Wundarznei‘. Einleitung – Text – Glossar zu einem Denkmal deutscher Fachprosa des 15. Jahrhunderts. Königshausen & Neumann, Würzburg 1991 (= Würzburger medizinhistorische Forschungen. Band 52), ISBN 3-88479-801-4 (zugleich Medizinische Dissertation Würzburg 1990), S. 117.
3. ↑  Friedrich Kluge: Etymologisches Wörterbuch der deutschen Sprache. 22. Auflage. 1989, ISBN 3-11-006800-1, S. 536.
4. ↑  Katharina Gries: Untersuchungen der Bildungsprozesse und der Struktur des Perlmutts von Abalonen. Dissertation, Universität Bremen, 2011 (PDF 25,4 MB).
5. ↑  Yael Levi-Kalisman et al.: Structure of the nacreous organic matrix of a bivalve mollusk shell examined in the hydrated state using cryo-TEM. In: Journal of Structural Biology. Band 135, Nr. 1, 2001, S. 8–17, doi:10.1006/jsbi.2001.4372.
6. ↑  Ellen C. Keene, John S. Evans und Lara A. Estroff: Silk fibroin hydrogels coupled with the n16N−β-chitin complex: An in vitro organic matrix for controlling calcium carbonate mineralization. In: Crystal Growth & Design. Band 10, Nr. 12, 2010, S. 5169–5251.
7. ↑  Vgl. etwa Michael Schneider: Achtung: Brückenbauarbeiten! In: guitar. Band 112, Nr. 9, 2009, S. 88–90, hier: S. 90.